# Banate
Banate is een gemeente in de Filipijnse provincie Iloilo op het eiland Panay. Bij de laatste census in 2010 telde de gemeente bijna 30 duizend inwoners.

## Geografie

### Bestuurlijke indeling
Banate is onderverdeeld in de volgende 18 barangays:
| - Alacaygan - Bariga - Belen - Bobon - Bularan - Carmelo - De La Paz - Dugwakan - Fuentes | - Juanico - Libertad - Magdalo - Managopaya - Merced - Poblacion - San Salvador - Talokgangan - Zona Sur |

## Demografie
Banate had bij de census van 2010 een inwoneraantal van 29.543 mensen. Dit waren 829 mensen (2,9%) meer dan bij de vorige census van 2007. Ten opzichte van de census van 2000 was het aantal inwoners gegroeid met 2.280 mensen (8,4%). De gemiddelde jaarlijkse groei in die periode kwam daarmee uit op 0,81%, hetgeen lager was dan het landelijk jaarlijks gemiddelde over deze periode (1,90%).

De bevolkingsdichtheid van Banate was ten tijde van de laatste census, met 29.543 inwoners op 102,89 km², 287,1 mensen per km².

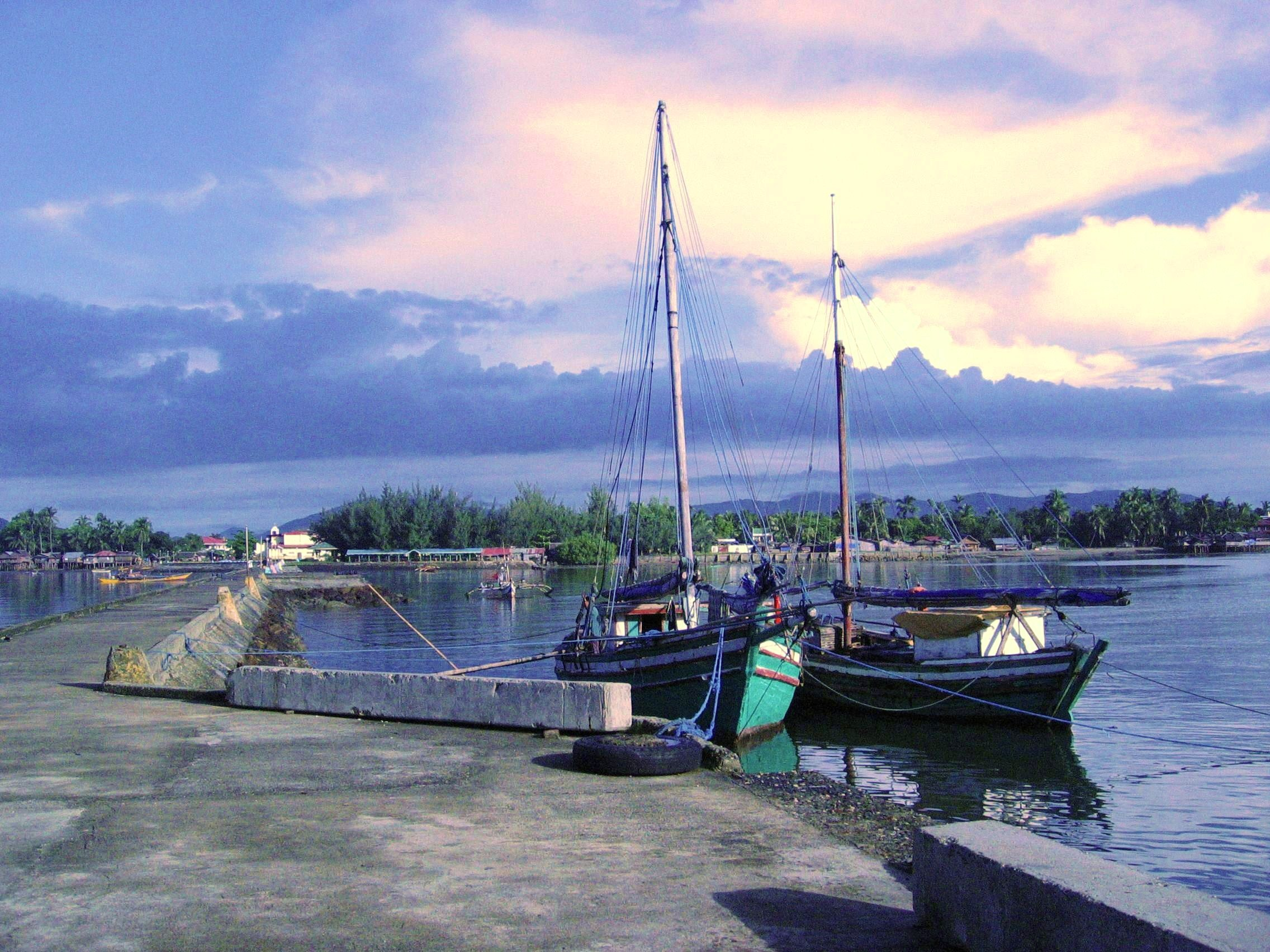
haven van Banate

Ajuy · Alimodian · Anilao · Badiangan · Balasan · Banate · Barotac Nuevo · Barotac Viejo · Batad · Bingawan · Cabatuan · Calinog · Carles · Concepcion · Dingle · Dueñas · Dumangas · Estancia · Guimbal · Igbaras · Iloilo City · Janiuay · Lambunao · Leganes · Lemery · Leon · Maasin · Miagao · Mina · New Lucena · Oton · Passi · Pavia · Pototan · San Dionisio · San Enrique · San Joaquin · San Miguel · San Rafael · Santa Barbara · Sara · Tigbauan · Tubungan · Zarraga